# 森瑠花
森 瑠花（もり るか、 1979年9月9日 - ）は、日本のタレントである。

## 人物
1979年（昭和54年）、神奈川県生まれ。
1999年（平成11年）にテレビ番組、『ワンダフル』（TBS）の「ワンギャル」となり、翌年まで同番組にレギュラー出演した。2000年（平成12年）3月には、写真集 『MewMew』（ソフトガレージ）を発売している。